# پتروبی ماورومیچالیس
پتروبی ماورومیچالیس (انگلیسی: Petrobey Mavromichalis؛ ۶ اوت ۱۷۶۵ – ۱۷ ژانویهٔ ۱۸۴۸) یک سیاست‌مدار اهل امپراتوری عثمانی بود.